# Cristiano Eberardo della Frisia orientale
Cristiano Eberardo della Frisia orientale (Esens, 1º ottobre 1665 – Aurich, 30 giugno 1708) fu principe della Frisia orientale dal 1665 alla propria morte.

## Biografia
Cristiano Eberardo era figlio di Giorgio Cristiano della Frisia orientale e di sua moglie Cristina Carlotta di Württemberg. Il padre morì l'anno stesso della sua nascita ma egli salì al governo sotto tutela della madre dimanendovi sino al 1690 quando poté reggere il trono autonomamente.
Durante la propria giovinezza, ad ogni modo, fu sua madre a condurre personalmente gli affari di stato dal momento che egli trascorse diversi anni all'estero, interessandosi solo occasionalmente dello scontro latente tra il suo governo e i proprietari terrieri locali i quali tentavano più volte di ribellarsi alla sua autorità, ma solo per porvi pace. Egli ricevette così il soprannome di "il Pacifico".
Cristiano Eberardo era cresciuto prudente, tollerante e pietistico, aderendo come sua madre al luteranesimo che cercò di promuovere fortemente nei propri domini. Egli si accordò inoltre con i reggenti di Brandeburgo in caso di estinzione della sua casata, fatto che avvenne poco dopo, nel 1744 quando suo nipote Carlo Edzardo morì ventottenne senza eredi e Federico II di Prussia divenne reggente di quest'area in virtù dei concordati stabiliti proprio da Cristiano Eberardo che vennero accettati dalla Dieta Imperiale.
Cristiano Eberardo morì nel 1708 e venne succeduto dal figlio Giorgio Alberto.

## Matrimonio e figli
Cristiano Eberardo sposò Eberadina Sofia di Oettingen-Oettingen (16 agosto 1666 - 30 ottobre 1700), figlia di Alberto Ernesto I, Principe di Oettingen-Oettingen. La coppia ebbe i seguenti figli:
- Ignazio Leopoldo (10/20 febbraio 1687 - 11/21 giugno 1687);
- Cristina Sofia (16 marzo 1688 a Bayreuth - 31 marzo 1750 a Rudolstadt), il 31 dicembre 1728 a Rudolstadt sposò il principe Federico Antonio di Schwarzburg-Rudolstadt (14 agosto 1692 - 1º settembre 1744);
- Maria Carlotta (10 aprile 1689 - 9 dicembre 1761), sposò il 10 aprile 1709 Ulrico Federico della Frisia Orientale (31 dicembre 1667 - 13 marzo 1710), figlio di Ferdinando Edzardo;
- Giorgio Alberto, principe della Frisia orientale (1690-34), dal 1722 cavaliere dell'Ordine dell'Elefante, sposò a Idstein il 24 settembre 1709 la contessa Cristina Luisa di Nassau-Idstein (31 marzo 1691 - 13 aprile 1723) ed alla morte di questa si risposò con Sofia Carolina di Brandeburgo-Kulmbach;
- Ulrico Federico (18 luglio 1691 - 21 settembre 1691);
- Carlo Enno (25 dicembre 1692 - 3 agosto 1709);
- Federica Guglielmina (4 ottobre 1695 - 29 luglio 1750, Aurich), canonica all'Abbazia di Herford;
- Enno Augusto (13 febbraio 1697 - 3 agosto 1725);
- Giuliana Luisa (13 giugno 1698, Aurich - 6 febbraio 1740, Harzgerode) sposò il 17 febbraio 1721 a Brunswick, il Duca Gioacchino Federico di Schleswig-Holstein-Sonderburg-Plön (1668 - 25 gennaio 1722);
- Cristina Carlotta (17 settembre 1699 - 23 agosto 1733).

Dopo la morte della prima moglie, Cristiano Eberardo sposò morganaticamente nel 1701 Anna Giuliana di Kleinau (1674-1727), coniugata von Sandhorst, dalla quale ebbe una figlia illegittima:
- Antonietta Sofia Giuliana von Sandhorst, (4 gennaio 1707 - 14 gennaio 1725), (morì di vaiolo e venne sepolta nel mausoleo dei Cirksena ad Aurich).

## Ascendenza
|                                                     |                                       |                                       | Genitori                                            |  |  | Nonni |  |  | Bisnonni                               |  |  | Trisnonni                               |  |
|                                                     |                                       |                                       |                                                     |  |  |       |  |  | Enno III, conte della Frisia orientale |  |  | Edzard II, conte della Frisia orientale |  |
|                                                     |                                       |                                       |                                                     |  |  |       |  |  | Enno III, conte della Frisia orientale |  |  | Edzard II, conte della Frisia orientale |  |
|                                                     |                                       | Katarina Gustavsdotter Vasa           |                                                     |  |  |       |  |  | Enno III, conte della Frisia orientale |  |  |                                         |  |
| Ulrich II, conte della Frisia orientale             |                                       |                                       |                                                     |  |  |       |  |  | Enno III, conte della Frisia orientale |  |  |                                         |  |
|                                                     |                                       | Anna von Schleswig-Holstein-Gottorf   | Adolf I, duca di Schleswig-Holstein-Gottorf         |  |  |       |  |  |                                        |  |  |                                         |  |
|                                                     |                                       | Anna von Schleswig-Holstein-Gottorf   | Adolf I, duca di Schleswig-Holstein-Gottorf         |  |  |       |  |  |                                        |  |  |                                         |  |
|                                                     |                                       | Anna von Schleswig-Holstein-Gottorf   | Christine von Hessen                                |  |  |       |  |  |                                        |  |  |                                         |  |
| Georg Christian, principe della Frisia orientale    |                                       | Anna von Schleswig-Holstein-Gottorf   |                                                     |  |  |       |  |  |                                        |  |  |                                         |  |
|                                                     |                                       | Ludwig V, langravio d'Assia-Darmstadt | Georg I, langravio d'Assia-Darmstadt                |  |  |       |  |  |                                        |  |  |                                         |  |
|                                                     |                                       | Ludwig V, langravio d'Assia-Darmstadt | Georg I, langravio d'Assia-Darmstadt                |  |  |       |  |  |                                        |  |  |                                         |  |
|                                                     |                                       | Ludwig V, langravio d'Assia-Darmstadt | Magdalena zur Lippe                                 |  |  |       |  |  |                                        |  |  |                                         |  |
| Juliane von Hessen-Darmstadt                        |                                       | Ludwig V, langravio d'Assia-Darmstadt |                                                     |  |  |       |  |  |                                        |  |  |                                         |  |
|                                                     |                                       | Magdalena von Brandenburg             | Johann Georg, principe elettore di Brandeburgo      |  |  |       |  |  |                                        |  |  |                                         |  |
|                                                     |                                       | Magdalena von Brandenburg             | Johann Georg, principe elettore di Brandeburgo      |  |  |       |  |  |                                        |  |  |                                         |  |
|                                                     |                                       | Magdalena von Brandenburg             | Elisabeth von Anhalt-Zerbst                         |  |  |       |  |  |                                        |  |  |                                         |  |
| Christian Eberhard, principe della Frisia orientale |                                       | Magdalena von Brandenburg             |                                                     |  |  |       |  |  |                                        |  |  |                                         |  |
|                                                     | Johann Friedrich, duca di Württemberg | Friedrich I, duca di Württemberg      |                                                     |  |  |       |  |  |                                        |  |  |                                         |  |
|                                                     | Johann Friedrich, duca di Württemberg | Friedrich I, duca di Württemberg      |                                                     |  |  |       |  |  |                                        |  |  |                                         |  |
|                                                     | Johann Friedrich, duca di Württemberg | Sibylla von Anhalt                    |                                                     |  |  |       |  |  |                                        |  |  |                                         |  |
| Eberhard III, duca di Württemberg                   | Johann Friedrich, duca di Württemberg |                                       |                                                     |  |  |       |  |  |                                        |  |  |                                         |  |
|                                                     |                                       | Barbara Sophia von Brandenburg        | Joachim Friedrich, principe elettore di Brandeburgo |  |  |       |  |  |                                        |  |  |                                         |  |
|                                                     |                                       | Barbara Sophia von Brandenburg        | Joachim Friedrich, principe elettore di Brandeburgo |  |  |       |  |  |                                        |  |  |                                         |  |
|                                                     |                                       | Barbara Sophia von Brandenburg        | Katharina von Brandenburg-Küstrin                   |  |  |       |  |  |                                        |  |  |                                         |  |
| Christine Charlotte von Württemberg                 |                                       | Barbara Sophia von Brandenburg        |                                                     |  |  |       |  |  |                                        |  |  |                                         |  |
|                                                     |                                       | Johann Kasimir, conte di Salm-Kyrburg | Otto I, conte di Salm-Kyrburg                       |  |  |       |  |  |                                        |  |  |                                         |  |
|                                                     |                                       | Johann Kasimir, conte di Salm-Kyrburg | Otto I, conte di Salm-Kyrburg                       |  |  |       |  |  |                                        |  |  |                                         |  |
|                                                     |                                       | Johann Kasimir, conte di Salm-Kyrburg | Ottilia von Nassau-Weilburg                         |  |  |       |  |  |                                        |  |  |                                         |  |
| Anna Katharina Dorothea von Salm-Kyrburg            |                                       | Johann Kasimir, conte di Salm-Kyrburg |                                                     |  |  |       |  |  |                                        |  |  |                                         |  |
|                                                     |                                       | Dorothea zu Solms-Laubach             | Johann Georg I, conte di Solms-Laubach              |  |  |       |  |  |                                        |  |  |                                         |  |
|                                                     |                                       | Dorothea zu Solms-Laubach             | Johann Georg I, conte di Solms-Laubach              |  |  |       |  |  |                                        |  |  |                                         |  |
|                                                     |                                       | Dorothea zu Solms-Laubach             | Margarethe von Schönburg-Glauchau                   |  |  |       |  |  |                                        |  |  |                                         |  |
|                                                     |                                       | Dorothea zu Solms-Laubach             |                                                     |  |  |       |  |  |                                        |  |  |                                         |  |